# Male Kompolje
Male Kompolje so naselje v Občini Ivančna Gorica.